# Pinguinho
Pinguinho (nome artístico de Ari Marinho) foi um humorista brasileiro, nascido em Santa Maria (Rio Grande do Sul) e falecido nos anos 1990.
Nos anos 1950, foi também ator de rádio em Porto Alegre, tornando-se conhecido com o programa "Drama do Futebol", onde fazia o personagem Negrinho, um torcedor fanático do Internacional, em sua eterna rivalidade com o Alemão Valter Broda, entusiasta do Grêmio. O programa era gerado originalmente pela Rádio Farroupilha e depois pela Rádio Gaúcha. No rádio, tornou-se amigo do empresário Maurício Sirotsky Sobrinho, que mais tarde ajudou-o a abrir um circo. Foi casado com a costureira e modista Laura de Andrade Marinho.
Em homenagem a Pinguinho, existe hoje em Porto Alegre a rua Ari Marinho, no bairro Higienópolis. Pinguinho foi sepultado no Cemitério São João, que fica justamente nesta rua, a mesma onde sua família vive até hoje.

## Filmes
- 1988: O Palhaço o que É? (curta-metragem) .... Palhaço
- 1946: Sob a Luz de Meu Bairro

## Fonte
"Bem Lembrado - Histórias do Radioteatro em Porto Alegre", de Mirna Spritzer e Raquel Grabauska. Editora Age, Porto Alegre, 2002, pp. 145–149.